# Rilwan Alowonle
Mohamed Rilwan Alowonle (* 12. Dezember 1993 in Cottage Grove) ist ein nigerianischer Leichtathlet US-amerikanischer Herkunft, der sich auf den 400-Meter-Hürdenlauf spezialisiert hat.

## Sportliche Laufbahn
Erste internationale Erfahrungen sammelte Rilwan Alowonle bei den Commonwealth Games 2018 im australischen Gold Coast, bei denen er in 49,80 s den fünften Platz belegte. Anschließend schied er bei den Afrikameisterschaften in Asaba mit 51,97 s in der ersten Runde aus, gewann aber mit der nigerianischen 4-mal-400-Meter-Staffel in 3:04,88 min die Bronzemedaille hinter den Teams aus Kenia und Südafrika. 2019 nahm er erstmals an den Afrikaspielen in Rabat teil und gelangte dort mit 49,42 s auf den vierten Platz. Zudem qualifizierte er sich auch für die Weltmeisterschaften in Doha, bei denen er bis in das Halbfinale gelangte, dort aber mit 52,01 s ausschied. 2022 kam er bei den Afrikameisterschaften in Port Louis mit 60,13 s nicht über den Vorlauf hinaus und auch bei den Afrikameisterschaften 2024 in Douala schied er mit 50,95 s in der ersten Runde aus.
2024 wurde Alowonle nigerianischer Meister im 400-Meter-Hürdenlauf.

## Persönliche Bestleistungen
- 400 m Hürden: 49,42 s, 29. August 2019 in Rabat